# Grigore Dan Rasovan
Grigore Dan Rasovan (n. 11 martie 1946) este un fost deputat român în legislatura 2000-2004, ales în județul Caraș-Severin pe listele PSDR. Grigore Dan Rasovan a devenit membru PSD în iunie 2001 și a fost membru în grupurile parlamentare de prietenie cu Republica Federativă a Braziliei și Mongolia. 

## Legături externe
- Grigore Dan Rasovan Arhivat în 3 decembrie 2021, la Wayback Machine. la cdep.ro